# Sân vận động Gangneung
Sân vận động Gangneung là một sân vận động đa năng ở Gangneung, Hàn Quốc. Sân hiện được sử dụng chủ yếu cho các trận đấu bóng đá. Sân có sức chứa 22.333 khán giả và được khánh thành vào năm 1984. Đây là sân nhà của Gangneung City FC và Gangwon FC (từ năm 2009).
Sân vận động nằm trong Công viên Olympic Gangneung, một trong những địa điểm chính của Thế vận hội Mùa đông 2018.